# غمارينات
الغمارينات (الاسم العلمي: Gammaroidea) هو فيلق من المفصليات يتبع رتبة المزدوجات الأرجل من شعيبة اللينات الدرقة.

## فصائل
- الغمارية (الاسم العلمي: Gammaridae)
- (الاسم العلمي: Gammaroporeiidae)
- (الاسم العلمي: Gammaracanthidae)
- (الاسم العلمي: Acanthogammaridae)
- (الاسم العلمي: Anisogammaridae)
- (الاسم العلمي: Mesogammaridae)
- (الاسم العلمي: Pontogammaridae)
- (الاسم العلمي: Typhlogammaridae)
- (الاسم العلمي: Macrohectopodidae)
- (الاسم العلمي: Pallaseidae)
- (الاسم العلمي: Iphigenellidae)
- (الاسم العلمي: Pachyschesidae)
- (الاسم العلمي: Behningiellidae)

## أجناس
- الغمار